# ابوالهیجا هذبانی
ابوالهیجاء بن ربیب‌الدوله هذبانی از سران کرد نامدار هذبانی بود. ابولهیجا رئیس ایل کردتبار هذبانی بود. او حکومت سلیمانیه و اطرفش را به همراه اربیل در اختیار داشت. در سال ۴۳۰ هجری به کمک دایی خود وهسودان روادی شتافت.
در سال ۴۲۵ ابوالهیجاء از امپراتوری بیزانس شکست خورد و از ارمنستان عقب‌نشینی کرد.
در سال ۴۲۹ ترکمانان غُز به طایفه هذبانی هجوم بردند کشتاری فراوانی از آنان کردند
در سال ۴۳۲ از ابن ربیب‌الدوله یاد شده که باید همان ابوالهیجاء باشد
از ابوالیهجاء هذبانی سکه‌های بر جای مانده‌است.